# Donald Kalpokas

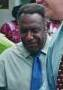
Donald Kalpokas (2003)

Donald Kalpokas Masike-Vanua (* 23. August 1943 auf Efate, Neue Hebriden; † 20. März 2019) war ein Politiker und zweimaliger Premierminister von Vanuatu.

## Politische Aktivitäten vor der Unabhängigkeit
Im Juni 1971 gründete er zusammen mit John Bennett Bani und Walter Hadye Lini die „New Hebridian Culture Association“, die sich bemühte, die traditionellen Lebensgewohnheiten mit westlichen Einflüssen zu verbinden. Diese Vereinigung entwickelte sich rasch zur „New Hebrides National Party“, die später als „Vanua‘aku Pati“ bekannt war.

## Politische Aktivitäten nach der Unabhängigkeit
Nach der Unabhängigkeit gehörte er der Regierung von Walter Hadye Lini 1983 und 1987 bis 1991 als Außenminister an.
Vom 6. September 1991 bis zum 16. September 1991 war er als Nachfolger Linis Premierminister Vanuatus. Er stand einer Übergangsregierung vor. Vom 30. März 1998 bis zum 25. November 1999 war er erneut Regierungschef und bekleidete im Jahr 1998 zusätzlich das Amt des Außenministers, nachdem seine „Vanua‘aku Pati“ bei den Wahlen 18 der 52 Sitze in der Gesetzgebenden Versammlung erhalten hatte. Zusammen mit Linis „National United Party“, die 11 Sitze errang, bildete Kalpokas eine Koalitionsregierung und löste dadurch den bisherigen Premierminister Serge Vohor ab.
Im August 2004 kandidierte Kalpokas erfolglos für das Amt des Staatspräsidenten Vanuatus. Nachdem Willie David Saul mit 27 und Kalpokas mit 26 Stimmen die verfassungsmäßige Stimmenmehrheit im Wahlgang am 13. August 2004 nicht erreicht hatten und auch die Wahlgänge am 16. August 2004 zunächst auch keine Mehrheiten für einen der Kandidaten erbrachten, entschied der Oberste Richter, dass die Wahlversammlung bis zur verfassungsmäßigen Wahl eines Präsidenten tagen sollte. Kalpokas zog seine Kandidatur zurück, so dass schließlich Kalkot Mataskelekele mit 49 Stimmen bei 7 Stimmen für Saul zum Präsidenten gewählt wurde.